# فيليبو جيورجي
فيليبو جيورجي (بالإيطالية: Filippo Giorgi)‏ هو أخصائي علم المناخ إيطالي، ولد في 9 فبراير 1959 في سولمونا في إيطاليا.